# Plemiona czeskie
Plemiona czeskie – grupa plemion zachodniosłowiańskich zamieszkująca rejon Kotliny Czeskiej, która obok grupy plemion łużyckich i plemion lechickich stanowiła zachodnie plemiona słowiańskie. Nazwa jest umowna, gdyż sami Czesi plemienni nie zostali dostrzeżeni przez kronikarzy (podobnie jak Polanie) i jeżeli rzeczywiście istnieli, to byli niewielkim plemieniem, jednym z wielu zamieszkujących Kotlinę Czeską. Niewyjaśniona jest wciąż etymologia nazwy etnicznej Czesi.

## Plemiona czeskie
Do grupy tej zalicza się, obok Czechów (Čechové), następujące plemiona (nazwy czeskie za Rudolfem Turkiem):
- Chorwaci czescy (Charváti)
- Chorwaci śląscy (Charvátci)
- Deczanie (Děčané)
- Dulebowie (Doudlebi)
- Lemuzowie (Lemúzi)
- Litomierzyce (Litoměřici)
- Łuczanie a. Luczanie (Lučané)
- Pszowianie (Pšované)
- Siedliczanie (Sedličané)
- Zliczanie (Zličané)
- Chobanie (Hbané) – lokalizowani w Chebsku ze stolicą w Chebie

oraz dwa regiony plemienne (poniższe nazwy to choronimy od nazwy grodów, nie nazwy plemienne)
- Tugoszcz[1] (Tuhošť; Togatisburg, współcześnie Domažlice[2])
- Záhvozd (nad Nysą, zamieszkały prawdopodobnie przez jedno z plemion serbskich, w literaturze utożsamiany z regionem Žitavsko, z centrum w Żytawie)

W IX i X wieku plemiona te zostały zjednoczone w ramach państwa czeskiego. Proces ten zainicjował książę Borzywoj I.

## Źródła pisane
Część plemion czeskim wymienia wśród plemion zachodniosłowiańskich anonimowa księga Josippon pochodząca z X w.:
Také Morava, Karvati, Sorbin, Lučanin, Ljachin, Krakar, Bojmin jsou pokládáni za potomky Dodanin".
W kontrowersyjnym Dokumencie praskim z 1086 opisującym granice biskupstwa praskiego mamy wymienionych: Occidentem versus…Lucsane, Daciane ... Deinde ad aquilonem…hi sunt termini: Psouane, Crouati et altera Chrouati, Zlasane, Trebouane, Pobarane etc.,
Na dokument ten powoływał się Kosmas:
Pragensis episcopus Gebhardus saepe confratribus suis et Coepiscopis cae terisque Principibus nostris, ac novissime nobis conquestus est, quod Pragensis Episcopatus, qui ab initio per totum Bohemiae ac Moraviae Ducatum vnus et integer constitutus [...] Termini autem eius (Pragensis sedis) occidentem versus hii sunt: Tugast, qui tendit ad medium fluminis Chub, Zelza, Zedlica [Zedlicane], Liusena [Lucsane], Dasena [Daciane], Liutomerici [Lutomirici], Lemuzi vsque ad mediam sylvam, qua Bohemia limitatur. Deinde ad aquilonalem hii sunt termini: Psouane, Ghrouati [Crouati] et altera Chrouati, Zlasane, Trebouane, Boborane, Dedosese [Dedosesi] usque ad mediam sylvam, qua Milcianorum occurrunt termini. Inde ad orientem hos fluvios habet terminos: Bug scilicet et Ztir cum Krakouia [Krakova] civitate, provinciaque, cui Wag nomen est, cum omnibus regionibus ad praedictam urbem pertinentibus, que Krakow est. Inde Ungarorum limitibus additis, usque ad montes, quibus nomen est Tritri [Tatri], dilatata procedit. Deinde in ea parte, quae Meridiem respicit, addita regione M o r a v i a usque ad fluvium, cui nomen est Wag, et ad mediam sylvam, cui nomen est Mudre [Muore], et eiusdem montis, eadem Parochia tendit qua Bavaria limitatur